# Strzelecki
Strzelecki là một huyện thuộc tỉnh Opolskie của Ba Lan. Huyện có diện tích 744 km². Đến ngày 1 tháng 1 năm 2011, dân số của huyện là 78975 người và mật độ 106 người/km².